# Donald Graham
Donald Edward Graham (22 de abril de 1945) é um executivo norte-americano, presidente da Graham Holdings Company. Anteriormente, foi o principal diretor independente do conselho de administração do Facebook.
É convidado do Clube de Bilderberg tendo participado de conferências em 2009, na Grécia, e na Espanha em 2010.

## Vida pessoal
Em 1967, Graham se casou com Mary Wissler, se separando em 2007.
Em 30 de junho de 2012, se casou com Amanda Bennett, editora senadora da Bloomberg News, ex-editora do The Philadelphia Inquirer e colega do Prêmio Pulitzer.